# مدرسة علمية درميان
مدرسة علمية درميان هي مدرسة تاريخية تعود إلى الدولة الأفشارية، وتقع في درميان.